# Verville-Sperry M-1 Messenger
Sperry Messenger là một loại máy bay hai tầng cánh của Hoa Kỳ, do Alfred V. Verville thiết kế cho Engineering Division của Cục Không quân Lục quân Hoa Kỳ. Nó được chế tạo dưới hợp đồng với công ty Sperry Aircraft Company.

## Biến thể

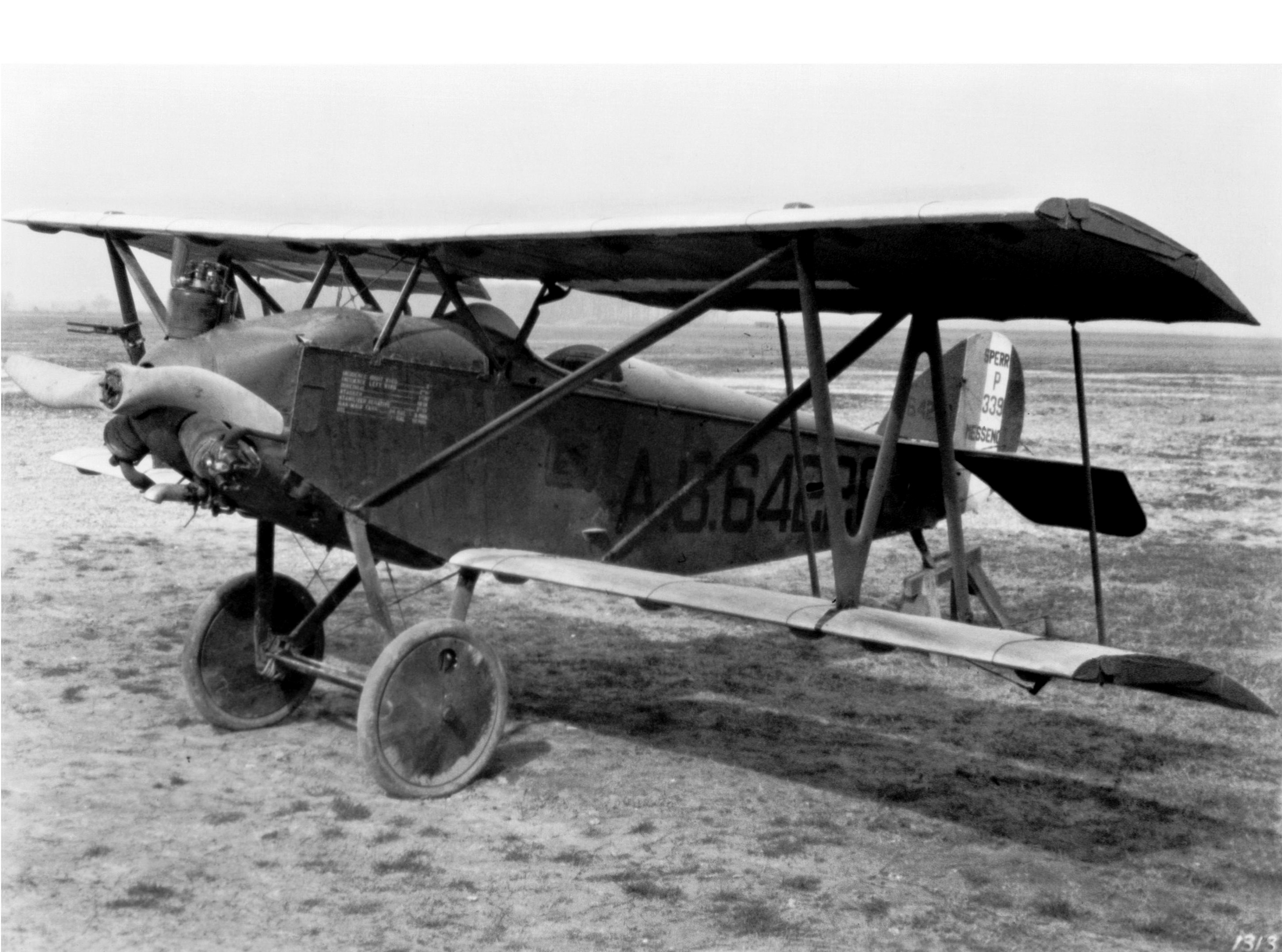
Sperry M-1 tại NACA Langley, 1926.

Messenger
M-1
M-1A
MAT

## Quốc gia sử dụng
Hoa Kỳ
- Cục Không quân Lục quân Hoa Kỳ

## Tính năng kỹ chiến thuật (M-1)
Đặc điểm tổng quát
- Kíp lái: 1
- Chiều dài: 17 ft 9 in ( m)
- Sải cánh: 20 ft 0 in ( m)
- Chiều cao: 6 ft 9 in ( m)
- Diện tích cánh: 160 ft2 ( m2)
- Trọng lượng rỗng: 623 lb ( kg)
- Trọng lượng có tải: 862 lb ( kg)
- Động cơ:  × Lawrance L-4, 60 hp (45 kW)

Hiệu suất bay
- Vận tốc cực đại: 97 mph ( km/h)
- Vận tốc lên cao: 700 ft/min ( m/s)

Vũ khí trang bị
- none